# Nymphomaniac (film)
Nymphomaniac (stilizat ca NYMPH()MANIAC) este un film dramatic din 2013, format din două părți, regizat și scenarizat de Lars von Trier. În rolurile principale joacă Charlotte Gainsbourg, Stellan Skarsgård, Stacy Martin, Shia LaBeouf, Christian Slater, Connie Nielsen, Jamie Bell, Uma Thurman și Willem Dafoe. Inițial filmul trebuia să fie format dintr-o singură parte integră; dar, din cauza duratei sale de patru ore, von Trier a decis să-l despartă în două filme separate. Nymphomaniac este o co-producție internațională dintre Danemarca, Belgia, Franța și Germania.
Premiera "Volumului I" a avut loc pe 16 februarie 2014 la Festivalul Internațional de Film de la Berlin. Premiera "Volumului II" a avut loc la Festivalul Internațional de Film de la Veneția. Premiera mondială generală a versiunii complete de 5½ ore (Director's Cut) a avut loc în Copenhaga, pe 10 septembrie 2014.
Nymphomaniac este cea de-a treia și ultima parte din „Trilogia Depresiei” de von Trier, fiind precedat de Antichrist și Melancholia.

## Distribuție
Rolurile principale
- Charlotte Gainsbourg – Joe (35–50 de ani)
  - Stacy Martin – Joe tânără (15–31 de ani)[15]
- Stellan Skarsgård – Seligman[16]
- Shia LaBeouf – Jerôme Morris[16]
- Christian Slater[15] – tatăl lui Joe
- Jamie Bell – K[16]
- Uma Thurman – Mrs. H
- Willem Dafoe – L[16]
- Mia Goth – P[17]
- Sophie Kennedy Clark – B
- Connie Nielsen – Katherine (mama lui Joe)[16]
- Michaël Pas – Jerôme adult
- Jean-Marc Barr – the Debtor Gentleman[16]
- Udo Kier – The Waiter[16]

Vol. I cast
- Maja Arsovic – Joe (7 ani)
- Sofie Kasten – B (10 ani)
- Ananya Berg – Joe (10 ani)
- James Northcote[18] – Young Lad 1 on Train
- Charlie G. Hawkins – Young Lad 2 on Train
- Jens Albinus[19] – în rolul lui S
- Felicity Gilbert – Liz (secretara)
- Jesper Christensen[19] – unchiul lui Jerôme
- Hugo Speer – Mr. H
- Cyron Melville – Andy (A)
- Saskia Reeves[16] – moașa
- Nicolas Bro – F[19]
- Christian Gade Bjerrum în rolul lui G

Vol. II cast
- Shanti Roney[19] – Tobias
- Laura Christensen – dădaca
- Caroline Goodall – psihologul[16]
- Kate Ashfield – terapeutul[16]
- Tania Carlin – Renée[20]
- Daniela Lebang – Brunelda
- Omar Shargawi[16] as Thug 1
- Marcus Jakovljevic – Thug 2
- Severin von Hoensbroech[19] – Debtor

## Muzică
Track listing
1. Prologue part I – Kristian Eidnes Andersen
2. "Führe mich" – bonus track de pe albumul din 2009 de Rammstein – Liebe ist für alle da
3. Sonata for Violin and Piano in A major, aranjament pentru violoncel (César Franck) – Henrik Dam Thomsen și Ulrich Staerk
4. Waltz from Jazz Suite No. 2 (Dmitri Șostakovici) – Orchestra Rusă Simfonică de Stat
5. "Ich ruf zu dir, Herr Jesu Christ, BWV 639", chorale prelude by Johann Sebastian Bach – Mads Høck
6. Prologue part II – Kristian Eidnes Andersen
7. "Hey Joe" – Charlotte Gainsbourg

Piese ne-incluse
1. Waltz from Jazz Suite No. 2 (Dmitri Șostakovici) – Rundfunk-Sinfonieorchester Berlin
2. "Born to Be Wild" – Steppenwolf
3. The Carnival of the Animals: XIII. Le Cygne (The Swan) (Camille Saint-Saëns) – Slovak Radio Symphony Orchestra
4. Missa Hodie Christus natus est: I. Kyrie (Giovanni Pierluigi da Palestrina) – Schola Cantorum of Oxford
5. Das Rheingold: Verwandlungsmusik (Richard Wagner) – Staatsorchester Stuttgart⁠(de)[traduceți]
6. Bagatelle in A minor, WoO 59 "Für Elise" (Ludwig van Beethoven) – Balázs Szokolay
7. "Lascia ch'io pianga" (George Frideric Handel) – Tuva Semmingsen⁠(sv)[traduceți] și Barokksolistene
8. Requiem Mass In D minor, K. 626: I. Introitus: Requiem aeternam (Wolfgang Amadeus Mozart) – Slovak Philharmonic & Chorus
9. "Burning Down the House" (live) – Talking Heads